# Tenis en los Juegos Olímpicos
El tenis forma parte de los Juegos Olímpicos desde su primera edición, Atenas 1896. Después de la edición de París 1924, este deporte fue eliminado del programa olímpico por desacuerdos entre la Federación Internacional de Tenis (ITF) y el Comité Olímpico Internacional (COI). Tras intensas negociaciones entre ambas organizaciones, se decidió celebrar un torneo de demostración en los Juegos Olímpicos de Los Ángeles 1984. Como el torneo tuvo una buena acogida, el tenis volvió a ser parte del programa olímpico en Seúl 1988 y el COI aceptó la participación de los tenistas profesionales.
Se disputan cinco torneos diferentes, dos masculinos (individual y dobles), dos femeninos (individual y dobles) y uno mixto (dobles). El comité olímpico nacional encargado de la organización de los Juegos decide en qué tipo de pista se realizan las competiciones. En las primeras siete ediciones (antes de la eliminación olímpica del deporte), en cinco se jugó en tierra batida y en las otras dos en hierba; desde la reincorporación del deporte, se ha jugado la mayoría de las veces en pista dura, solo en Barcelona 1992 y en París 2024 se hizo en tierra batida y en Londres 2012 en hierba.
En cinco ediciones (en las tres primeras, 1896, 1900 y 1904, así como en las de 1988 y 1992) fueron entregadas por prueba dos medallas de bronce (una a cada uno de los perdedores de las semifinales), en el resto de ediciones se ha disputado adicionalmente un partido por el tercer lugar para definir al ganador de la medalla de bronce.

## Ediciones
| Edición | Año        | Sede                       | Instalaciones (superficie)                                  |
| ------- | ---------- | -------------------------- | ----------------------------------------------------------- |
| I       | 1896       | Atenas ( Grecia)           | Velódromo de Nuevo Fáliro (TB) Club de Tenis de Atenas (TB) |
| II      | 1900       | París ( Francia)           | Club Deportivo de Puteaux (TB)                              |
| III     | 1904       | San Luis ( Estados Unidos) | Francis Field (TB)                                          |
| IV      | 1908       | Londres ( Reino Unido)     | All England Club (H) Queen's Club (H)                       |
| V       | 1912       | Estocolmo ( Suecia)        | Campo de Atletismo Östermalms (TB) y (M)                    |
| VI      | 1920       | Amberes ( Bélgica)         | Estadio Olímpico (H)                                        |
| VII     | 1924       | París ( Francia)           | Estadio de Tenis de Colombes (TB)                           |
|         | 1928– 1984 | No celebrado               | No celebrado                                                |
| VIII    | 1988       | Seúl ( Corea del Sur)      | Centro de Tenis del Parque Olímpico (D)                     |
| IX      | 1992       | Barcelona ( España)        | Centro de Tenis Vall d'Hebron (TB)                          |
| X       | 1996       | Atlanta ( Estados Unidos)  | Centro de Tenis de Stone Mountain (D)                       |
| XI      | 2000       | Sídney ( Australia)        | NSW Tennis Centre (D)                                       |
| XII     | 2004       | Atenas ( Grecia)           | Centro Olímpico de Tenis (D)                                |
| XIII    | 2008       | Pekín ( China)             | Centro de Tenis del Parque Olímpico (D)                     |
| XIV     | 2012       | Londres ( Reino Unido)     | All England Club (H)                                        |
| XV      | 2016       | Río de Janeiro ( Brasil)   | Centro Olímpico de Tenis (D)                                |
| XVI     | 2020       | Tokio ( Japón)             | Centro de Tenis de Ariake (D)                               |
| XVII    | 2024       | París ( Francia)           | Estadio de Roland Garros (TB)                               |

## Palmarés

### Individual masculino
| Edición | Sede                | Oro                               | Plata                             | Bronce                                                         |
| ------- | ------------------- | --------------------------------- | --------------------------------- | -------------------------------------------------------------- |
| I       | Atenas 1896         | John Boland · Reino Unido         | Dionysios Kásdaglis · Grecia      | Momcsilló Tapavicza · Hungría Konstantinos Paspatis · Grecia   |
| II      | París 1900          | Laurence Doherty · Reino Unido    | Harold Mahony · Reino Unido       | Arthur Norris · Reino Unido Reginald Doherty · Reino Unido     |
| III     | San Luis 1904       | Beals Wright · Estados Unidos     | Robert LeRoy · Estados Unidos     | Edgar Leonard · Estados Unidos Alphonzo Bell · Estados Unidos  |
| IV      | Londres 1908        | Josiah Ritchie · Reino Unido      | Otto Froitzheim · Alemania        | Wilberforce Eaves · Reino Unido                                |
| IV      | Londres 1908        | Arthur Gore · Reino Unido         | George Caridia · Reino Unido      | Josiah Ritchie · Reino Unido                                   |
| V       | Estocolmo 1912      | Charles Winslow · Sudáfrica       | Harold Kitson · Sudáfrica         | Oscar Kreuzer · Alemania                                       |
| V       | Estocolmo 1912      | André Gobert · Francia            | Charles Dixon · Reino Unido       | Anthony Wilding · Australasia                                  |
| VI      | Amberes 1920        | Louis Raymond · Sudáfrica         | Ichiya Kumagae · Japón            | Charles Winslow · Sudáfrica                                    |
| VII     | París 1924          | Vincent Richards · Estados Unidos | Henri Cochet · Francia            | Umberto De Morpurgo · Italia                                   |
|         | 1928– 1984          | No celebrado                      | No celebrado                      | No celebrado                                                   |
| VIII    | Seúl 1988           | Miloslav Mečíř · Checoslovaquia   | Tim Mayotte · Estados Unidos      | Stefan Edberg · Suecia Brad Gilbert · Estados Unidos           |
| IX      | Barcelona 1992      | Marc Rosset · Suiza               | Jordi Arrese · España             | Goran Ivanišević · Croacia Andrei Cherkasov · Equipo Unificado |
| X       | Atlanta 1996        | Andre Agassi · Estados Unidos     | Sergi Bruguera · España           | Leander Paes · India                                           |
| XI      | Sídney 2000         | Yevgueni Kafelnikov · Rusia       | Tommy Haas · Alemania             | Arnaud Di Pasquale · Francia                                   |
| XII     | Atenas 2004         | Nicolás Massú · Chile             | Mardy Fish · Estados Unidos       | Fernando González · Chile                                      |
| XIII    | Pekín 2008          | Rafael Nadal · España             | Fernando González · Chile         | Novak Đjoković · Serbia                                        |
| XIV     | Londres 2012        | Andy Murray · Reino Unido         | Roger Federer · Suiza             | Juan Martín del Potro · Argentina                              |
| XV      | Río de Janeiro 2016 | Andy Murray · Reino Unido         | Juan Martín del Potro · Argentina | Kei Nishikori · Japón                                          |
| XVI     | Tokio 2020          | Alexander Zverev · Alemania       | Karen Jachanov · ROC              | Pablo Carreño Busta · España                                   |
| XVII    | París 2024          | Novak Djokovic · Serbia           | Carlos Alcaraz · España           | Lorenzo Musetti · Italia                                       |

### Individual femenino
| Edición | Sede                | Oro                                     | Plata                                 | Bronce                                                               |
| I       | Atenas 1896         | No celebrado                            | No celebrado                          | No celebrado                                                         |
| ------- | ------------------- | --------------------------------------- | ------------------------------------- | -------------------------------------------------------------------- |
| II      | París 1900          | Charlotte Cooper · Reino Unido          | Hélène Prévost · Francia              | Hedwiga Rosenbaumová · Bohemia Marion Jones · Estados Unidos         |
| III     | San Luis 1904       | No celebrado                            | No celebrado                          | No celebrado                                                         |
| IV      | Londres 1908        | Dorothea Lambert Chambers · Reino Unido | Dora Boothby · Reino Unido            | Ruth Winch · Reino Unido                                             |
| IV      | Londres 1908        | Gladys Eastlake-Smith · Reino Unido     | Alice Greene · Reino Unido            | Märtha Adlerstråhle · Suecia                                         |
| V       | Estocolmo 1912      | Marguerite Broquedis · Francia          | Dorothea Köring · Alemania            | Molla Bjurstedt · Noruega                                            |
| V       | Estocolmo 1912      | Edith Hannam · Reino Unido              | Sofie Castenschiold · Dinamarca       | Mabel Parton · Reino Unido                                           |
| VI      | Amberes 1920        | Suzanne Lenglen · Francia               | Dorothy Holman · Reino Unido          | Kathleen McKane · Reino Unido                                        |
| VII     | París 1924          | Helen Wills · Estados Unidos            | Julie Vlasto · Francia                | Kathleen McKane · Reino Unido                                        |
|         | 1928– 1984          | No celebrado                            | No celebrado                          | No celebrado                                                         |
| VIII    | Seúl 1988           | Steffi Graf · Alemania Occidental       | Gabriela Sabatini · Argentina         | Manuela Maleeva · Bulgaria Zina Garrison · Estados Unidos            |
| IX      | Barcelona 1992      | Jennifer Capriati · Estados Unidos      | Steffi Graf · Alemania                | Mary Joe Fernández · Estados Unidos Arantxa Sánchez Vicario · España |
| X       | Atlanta 1996        | Lindsay Davenport · Estados Unidos      | Arantxa Sánchez Vicario · España      | Jana Novotná · República Checa                                       |
| XI      | Sídney 2000         | Venus Williams · Estados Unidos         | Yelena Dementieva · Rusia             | Monica Seles · Estados Unidos                                        |
| XII     | Atenas 2004         | Justine Henin-Hardenne · Bélgica        | Amélie Mauresmo · Francia             | Alicia Molik · Australia                                             |
| XIII    | Pekín 2008          | Yelena Dementieva · Rusia               | Dinara Safina · Rusia                 | Vera Zvonariova · Rusia                                              |
| XIV     | Londres 2012        | Serena Williams · Estados Unidos        | Maria Sharapova · Rusia               | Viktoria Azarenka · Bielorrusia                                      |
| XV      | Río de Janeiro 2016 | Mónica Puig · Puerto Rico               | Angelique Kerber · Alemania           | Petra Kvitová · República Checa                                      |
| XVI     | Tokio 2020          | Belinda Bencic · Suiza                  | Markéta Vondroušová · República Checa | Elina Svitolina · Ucrania                                            |
| XVII    | París 2024          | Zheng Qinwen · República Popular China  | Donna Vekić · Croacia                 | Iga Świątek · Polonia                                                |

### Dobles masculino
| Edición | Sede                | Oro                                                        | Plata                                                                     | Bronce                                                                                       |
| ------- | ------------------- | ---------------------------------------------------------- | ------------------------------------------------------------------------- | -------------------------------------------------------------------------------------------- |
| I       | Atenas 1896         | John Boland ( GBR) · Friedrich Traun ( GER) · Equipo Mixto | Dimitrios Petrokókkinos · Dionysios Kásdaglis · Grecia                    | Edwin Flack ( AUS) · George Robertson ( GBR) · Equipo Mixto                                  |
| II      | París 1900          | Laurence Doherty · Reginald Doherty · Reino Unido          | Maxime Décugis ( FRA) · Basil Spalding de Garmendia ( USA) · Equipo Mixto | André Prévost · Georges de la Chapelle · Francia Harold Mahony · Arthur Norris · Reino Unido |
| III     | San Luis 1904       | Beals Wright · Edgar Leonard · Estados Unidos              | Robert LeRoy · Alphonzo Bell · Estados Unidos                             | Joseph Wear · Allen West · Estados Unidos Clarence Gamble · Arthur Wear · Estados Unidos     |
| IV      | Londres 1908        | George Hillyard · Reginald Doherty · Reino Unido           | Josiah Ritchie · James Parke · Reino Unido                                | Clement Cazalet · Charles Dixon · Reino Unido                                                |
| IV      | Londres 1908        | Arthur Gore · Herbert Roper-Barrett · Reino Unido          | George Simond · George Caridia · Reino Unido                              | Gunnar Setterwall · Wollmar Boström · Suecia                                                 |
| V       | Estocolmo 1912      | Harold Kitson · Charles Winslow · Sudáfrica                | Arthur Zborzil · Felix Pipes · Austria                                    | Albert Canet · Édouard Mény de Marangue · Francia                                            |
| V       | Estocolmo 1912      | André Gobert · Maurice Germot · Francia                    | Gunnar Setterwall · Carl Kempe · Suecia                                   | Charles Dixon · Alfred Beamish · Reino Unido                                                 |
| VI      | Amberes 1920        | Oswald Turnbull · Maxwell Woosnam · Reino Unido            | Ichiya Kumagae · Seiichiro Kashio · Japón                                 | Pierre Albarran · Maxime Décugis · Francia                                                   |
| VII     | París 1924          | Vincent Richards · Francis Hunter · Estados Unidos         | Jacques Brugnon · Henri Cochet · Francia                                  | Jean Borotra · René Lacoste · Francia                                                        |
|         | 1928– 1984          | No celebrado                                               | No celebrado                                                              | No celebrado                                                                                 |
| VIII    | Seúl 1988           | Ken Flach · Robert Seguso · Estados Unidos                 | Emilio Sánchez Vicario · Sergio Casal · España                            | Miloslav Mečíř · Milan Šrejber · Checoslovaquia Stefan Edberg · Anders Järryd · Suecia       |
| IX      | Barcelona 1992      | Boris Becker · Michael Stich · Alemania                    | Wayne Ferreira · Piet Norval · Sudáfrica                                  | Goran Ivanišević · Goran Prpić · Croacia Javier Frana · Christian Miniussi · Argentina       |
| X       | Atlanta 1996        | Todd Woodbridge · Mark Woodforde · Australia               | Neil Broad · Tim Henman · Reino Unido                                     | Marc-Kevin Goellner · David Prinosil · Alemania                                              |
| XI      | Sídney 2000         | Sébastien Lareau · Daniel Nestor · Canadá                  | Todd Woodbridge · Mark Woodforde · Australia                              | Àlex Corretja · Albert Costa · España                                                        |
| XII     | Atenas 2004         | Fernando González · Nicolás Massú · Chile                  | Nicolas Kiefer · Rainer Schüttler · Alemania                              | Mario Ančić · Ivan Ljubičić · Croacia                                                        |
| XIII    | Pekín 2008          | Roger Federer · Stanislas Wawrinka · Suiza                 | Simon Aspelin · Thomas Johansson · Suecia                                 | Bob Bryan · Mike Bryan · Estados Unidos                                                      |
| XIV     | Londres 2012        | Bob Bryan · Mike Bryan · Estados Unidos                    | Michaël Llodra · Jo-Wilfried Tsonga · Francia                             | Julien Benneteau · Richard Gasquet · Francia                                                 |
| XV      | Río de Janeiro 2016 | Marc López · Rafael Nadal · España                         | Florin Mergea · Horia Tecău · Rumania                                     | Steve Johnson · Jack Sock · Estados Unidos                                                   |
| XVI     | Tokio 2020          | Nikola Mektić · Mate Pavić · Croacia                       | Marin Čilić · Ivan Dodig · Croacia                                        | Marcus Daniell · Michael Venus · Nueva Zelanda                                               |
| XVII    | París 2024          | Matthew Ebden · John Peers · Australia                     | Austin Krajicek · Rajeev Ram · Estados Unidos                             | Taylor Fritz · Tommy Paul · Estados Unidos                                                   |

### Dobles femenino
| Edición | Sede                | Oro                                                       | Plata                                                             | Bronce                                                                                                 |
|         | 1896– 1912          | No celebrado                                              | No celebrado                                                      | No celebrado                                                                                           |
| ------- | ------------------- | --------------------------------------------------------- | ----------------------------------------------------------------- | --- |
| VI      | Amberes 1920        | Winifred McNair · Kathleen McKane · Reino Unido           | Geraldine Beamish · Dorothy Holman · Reino Unido                  | Suzanne Lenglen · Élisabeth d'Ayen · Francia                                                           |
| VII     | París 1924          | Hazel Wightman · Helen Wills · Estados Unidos             | Phyllis Covell · Kathleen McKane · Reino Unido                    | Evelyn Colyer · Dorothy Shepherd-Barron · Reino Unido                                                  |
|         | 1928– 1984          | No celebrado                                              | No celebrado                                                      | No celebrado                                                                                           |
| VIII    | Seúl 1988           | Pam Shriver · Zina Garrison · Estados Unidos              | Jana Novotná · Helena Suková · Checoslovaquia                     | Elizabeth Smylie · Wendy Turnbull · Australia Steffi Graf · Claudia Kohde-Kilsch · Alemania Occidental |
| IX      | Barcelona 1992      | Gigi Fernández · Mary Joe Fernández · Estados Unidos      | Conchita Martínez · Arantxa Sánchez Vicario · España              | Rachel McQuillan · Nicole Provis · Australia Leila Mesji · Natalia Zvereva · Equipo Unificado          |
| X       | Atlanta 1996        | Gigi Fernández · Mary Joe Fernández · Estados Unidos      | Jana Novotná · Helena Suková · República Checa                    | Conchita Martínez · Arantxa Sánchez Vicario · España                                                   |
| XI      | Sídney 2000         | Venus Williams · Serena Williams · Estados Unidos         | Kristie Boogert · Miriam Oremans · Países Bajos                   | Els Callens · Dominique Van Roost · Bélgica                                                            |
| XII     | Atenas 2004         | Li Ting · Sun Tiantian · República Popular China          | Conchita Martínez · Virginia Ruano Pascual · España               | Paola Suárez · Patricia Tarabini · Argentina                                                           |
| XIII    | Pekín 2008          | Serena Williams · Venus Williams · Estados Unidos         | Anabel Medina Garrigues · Virginia Ruano Pascual · España         | Yan Zi · Zheng Jie · República Popular China                                                           |
| XIV     | Londres 2012        | Serena Williams · Venus Williams · Estados Unidos         | Andrea Hlaváčková · Lucie Hradecká · República Checa              | Maria Kirilenko · Nadia Petrova · Rusia                                                                |
| XV      | Río de Janeiro 2016 | Yekaterina Makarova · Yelena Vesnina · Rusia              | Timea Bacsinszky · Martina Hingis · Suiza                         | Lucie Šafářová · Barbora Strýcová · República Checa                                                    |
| XVI     | Tokio 2020          | Barbora Krejčíková · Kateřina Siniaková · República Checa | Belinda Bencic · Viktorija Golubic · Suiza                        | Laura Pigossi · Luisa Stefani · Brasil                                                                 |
| XVII    | París 2024          | Sara Errani · Jasmine Paolini · Italia                    | Mirra Andreyeva · Diana Shnaider · Atletas Individuales Neutrales | Sara Sorribes · Cristina Bucșa · España                                                                |

### Dobles mixto
| Edición | Sede                | Oro                                                 | Plata                                                       | Bronce |
| I       | Atenas 1896         | No celebrado                                        | No celebrado                                                | No celebrado |
| ------- | ------------------- | --------------------------------------------------- | ----------------------------------------------------------- | --- |
| II      | París 1900          | Charlotte Cooper · Reginald Doherty · Reino Unido   | Hélène Prévost ( FRA) · Harold Mahony ( GBR) · Equipo Mixto | Marion Jones ( USA) · Laurence Doherty ( GBR) · Equipo Mixto Hedwiga Rosenbaumová ( BOH) · Archibald Warden ( GBR) · Equipo Mixto |
| III     | San Luis 1904       | No celebrado                                        | No celebrado                                                | No celebrado |
| IV      | Londres 1908        | No celebrado                                        | No celebrado                                                | No celebrado |
| V       | Estocolmo 1912      | Dorothea Köring · Heinrich Schomburgk · Alemania    | Sigrid Fick · Gunnar Setterwall · Suecia                    | Marguerite Broquedis · Albert Canet · Francia                                                                                     |
| V       | Estocolmo 1912      | Edith Hannam · Charles Dixon · Reino Unido          | Helen Aitchison · Herbert Roper-Barrett · Reino Unido       | Sigrid Fick · Gunnar Setterwall · Suecia                                                                                          |
| VI      | Amberes 1920        | Suzanne Lenglen · Maxime Décugis · Francia          | Kathleen McKane · Maxwell Woosnam · Reino Unido             | Milada Skrbková · Ladislav Žemla · Checoslovaquia                                                                                 |
| VII     | París 1924          | Hazel Wightman · Richard Williams · Estados Unidos  | Marion Jessup · Vincent Richards · Estados Unidos           | Kornelia Bouman · Hendrik Timmer · Países Bajos                                                                                   |
|         | 1928– 2008          | No celebrado                                        | No celebrado                                                | No celebrado |
| XIV     | Londres 2012        | Viktoria Azarenka · Max Mirny · Bielorrusia         | Laura Robson · Andy Murray · Reino Unido                    | Lisa Raymond · Mike Bryan · Estados Unidos                                                                                        |
| XV      | Río de Janeiro 2016 | Bethanie Mattek-Sands · Jack Sock · Estados Unidos  | Venus Williams · Rajeev Ram · Estados Unidos                | Lucie Hradecká · Radek Štěpánek · República Checa                                                                                 |
| XVI     | Tokio 2020          | Anastasiya Pavliuchenkova · Andrei Rubliov · ROC    | Yelena Vesnina · Aslan Karatsev · ROC                       | Ashleigh Barty · John Peers · Australia                                                                                           |
| XVII    | París 2024          | Tomáš Macháč · Kateřina Siniaková · República Checa | Zhang Zhizhen · Wang Xinyu · República Popular China        | Félix Auger-Aliassime · Gabriela Dabrowski · Canadá                                                                               |

1. ↑  En esa época era conocida como Federación Internacional de Lawn Tennis.
2. 1 2 3 4 5 6 7  En estas ediciones se realizaron dos torneos de tenis: arriba los medallistas de las competiciones al aire libre y abajo los de pista cubierta.

## Medallero histórico
(Actualizado tras París 2024)

### Total (1896-2024)
|    | País                           | Oro | Plata | Bronce | Total |
| -- | ------------------------------ | --- | ----- | ------ | ----- |
| 1  | Estados Unidos                 | 21  | 7     | 13     | 41    |
| 2  | Reino Unido                    | 17  | 14    | 12     | 43    |
| 3  | Francia                        | 5   | 6     | 8      | 19    |
| 4  | España                         | 2   | 8     | 5      | 15    |
| 5  | República Checa                | 3   | 4     | 7      | 14    |
| 6  | Alemania                       | 4   | 6     | 3      | 13    |
| 7  | Rusia                          | 4   | 5     | 4      | 13    |
| 8  | Australia                      | 2   | 1     | 5      | 8     |
| 9  | Suiza                          | 3   | 3     | 0      | 6     |
| 10 | Sudáfrica                      | 3   | 2     | 1      | 6     |
| 11 | Chile                          | 2   | 1     | 1      | 4     |
| 11 | República Popular China        | 2   | 1     | 1      | 4     |
| 13 | Croacia                        | 1   | 2     | 3      | 6     |
| 13 | Equipo Mixto                   | 1   | 2     | 3      | 6     |
| 15 | Italia                         | 1   | 0     | 2      | 3     |
| 16 | Bélgica                        | 1   | 0     | 1      | 2     |
| 16 | Canadá                         | 1   | 0     | 1      | 2     |
| 16 | Bielorrusia                    | 1   | 0     | 1      | 2     |
| 16 | Serbia                         | 1   | 0     | 1      | 2     |
| 20 | Puerto Rico                    | 1   | 0     | 0      | 1     |
| 21 | Suecia                         | 0   | 3     | 5      | 8     |
| 22 | Argentina                      | 0   | 2     | 3      | 5     |
| 23 | Grecia                         | 0   | 2     | 1      | 3     |
| 23 | Japón                          | 0   | 2     | 1      | 3     |
| 25 | Países Bajos                   | 0   | 1     | 1      | 2     |
| 26 | Atletas Individuales Neutrales | 0   | 1     | 0      | 1     |
| 26 | Austria                        | 0   | 1     | 0      | 1     |
| 26 | Dinamarca                      | 0   | 1     | 0      | 1     |
| 26 | Rumania                        | 0   | 1     | 0      | 1     |
| 30 | Brasil                         | 0   | 0     | 1      | 1     |
| 30 | Bulgaria                       | 0   | 0     | 1      | 1     |
| 30 | Hungría                        | 0   | 0     | 1      | 1     |
| 30 | India                          | 0   | 0     | 1      | 1     |
| 30 | Noruega                        | 0   | 0     | 1      | 1     |
| 30 | Nueva Zelanda                  | 0   | 0     | 1      | 1     |
| 30 | Polonia                        | 0   | 0     | 1      | 1     |
| 30 | Ucrania                        | 0   | 0     | 1      | 1     |
|    | TOTAL                          | 76  | 76    | 91     | 243   |

### Era abierta (1988-2024)
|    | País                           | Oro | Plata | Bronce | Total |
| -- | ------------------------------ | --- | ----- | ------ | ----- |
| 1  | Estados Unidos                 | 14  | 4     | 8      | 26    |
| 2  | Rusia                          | 4   | 5     | 4      | 13    |
| 3  | República Checa                | 3   | 4     | 5      | 12    |
| 4  | Alemania                       | 3   | 4     | 2      | 9     |
| 5  | Suiza                          | 3   | 3     | 0      | 6     |
| 6  | España                         | 2   | 8     | 5      | 15    |
| 7  | Reino Unido                    | 2   | 2     | 0      | 4     |
| 8  | Australia                      | 2   | 1     | 4      | 7     |
| 9  | República Popular China        | 2   | 1     | 1      | 4     |
| 9  | Chile                          | 2   | 1     | 1      | 4     |
| 11 | Croacia                        | 1   | 2     | 3      | 6     |
| 12 | Bélgica                        | 1   | 0     | 1      | 2     |
| 12 | Bielorrusia                    | 1   | 0     | 1      | 2     |
| 12 | Canadá                         | 1   | 0     | 1      | 2     |
| 12 | Italia                         | 1   | 0     | 1      | 2     |
| 12 | Serbia                         | 1   | 0     | 1      | 2     |
| 17 | Puerto Rico                    | 1   | 0     | 0      | 1     |
| 18 | Argentina                      | 0   | 2     | 3      | 5     |
| 19 | Francia                        | 0   | 2     | 2      | 4     |
| 20 | Suecia                         | 0   | 1     | 2      | 3     |
| 21 | Atletas Individuales Neutrales | 0   | 1     | 0      | 1     |
| 21 | Países Bajos                   | 0   | 1     | 0      | 1     |
| 21 | Rumania                        | 0   | 1     | 0      | 1     |
| 21 | Sudáfrica                      | 0   | 1     | 0      | 1     |
| 25 | Brasil                         | 0   | 0     | 1      | 1     |
| 25 | Bulgaria                       | 0   | 0     | 1      | 1     |
| 25 | India                          | 0   | 0     | 1      | 1     |
| 25 | Japón                          | 0   | 0     | 1      | 1     |
| 25 | Nueva Zelanda                  | 0   | 0     | 1      | 1     |
| 25 | Polonia                        | 0   | 0     | 1      | 1     |
| 25 | Ucrania                        | 0   | 0     | 1      | 1     |
|    | TOTAL                          | 44  | 44    | 52     | 140   |

1. 1 2  Incluye las medallas obtenidas por Checoslovaquia
2. 1 2  Incluye las medallas obtenidas por la RFA entre 1949 y 1990.
3. 1 2  Incluye las medallas obtenidas por el Equipo Unificado y ROC.
4. ↑  Incluye las medallas obtenidas por Australasia.
5. ↑  Medallas obtenidas en los Juegos de Atenas 1896 y  París 1900, en los que se permitía la participación de parejas de diferente nacionalidad en el torneo de dobles.

## Medallistas múltiples
(Actualizado tras Tokio 2020)

### Masculino
|    | Tenista               | País            | Años      | Oro | Plata | Bronce | Total |
| -- | --------------------- | --------------- | --------- | --- | ----- | ------ | ----- |
| 1  | Reginald Doherty      | Reino Unido     | 1900–1908 | 3   | 0     | 1      | 4     |
| 2  | Vincent Richards      | Estados Unidos  | 1924      | 2   | 1     | 0      | 3     |
| 2  | Andy Murray           | Reino Unido     | 2012–2016 | 2   | 1     | 0      | 3     |
| 4  | Laurence Doherty      | Reino Unido     | 1900      | 2   | 0     | 1      | 3     |
| 4  | Charles Winslow       | Sudáfrica       | 1912–1920 | 2   | 0     | 1      | 3     |
| 6  | John Boland           | Reino Unido     | 1896      | 2   | 0     | 0      | 2     |
| 6  | Beals Wright          | Estados Unidos  | 1904      | 2   | 0     | 0      | 2     |
| 6  | Arthur Gore           | Reino Unido     | 1908      | 2   | 0     | 0      | 2     |
| 6  | André Gobert          | Francia         | 1912      | 2   | 0     | 0      | 2     |
| 6  | Nicolás Massú         | Chile           | 2004      | 2   | 0     | 0      | 2     |
| 6  | Rafael Nadal          | España          | 2008–2016 | 2   | 0     | 0      | 2     |
| 12 | Charles Dixon         | Estados Unidos  | 1908–1912 | 1   | 1     | 2      | 4     |
| 13 | Josiah Ritchie        | Reino Unido     | 1908      | 1   | 1     | 1      | 3     |
| 13 | Maxime Décugis        | Francia         | 1900–1920 | 1   | 1     | 1      | 3     |
| 13 | Fernando González     | Chile           | 2004–2008 | 1   | 1     | 1      | 3     |
| 16 | Herbert Roper-Barrett | Reino Unido     | 1908–1912 | 1   | 1     | 0      | 2     |
| 16 | Harold Kitson         | Sudáfrica       | 1912      | 1   | 1     | 0      | 2     |
| 16 | Maxwell Woosnam       | Reino Unido     | 1920      | 1   | 1     | 0      | 2     |
| 16 | Todd Woodbridge       | Australia       | 1996–2000 | 1   | 1     | 0      | 2     |
| 16 | Mark Woodforde        | Australia       | 1996–2000 | 1   | 1     | 0      | 2     |
| 16 | Roger Federer         | Suiza           | 2008–2012 | 1   | 1     | 0      | 2     |
| 22 | Mike Bryan            | Estados Unidos  | 2008–2012 | 1   | 0     | 2      | 3     |
| 23 | Bob Bryan             | Estados Unidos  | 2008–2012 | 1   | 0     | 1      | 2     |
| 23 | Edgar Leonard         | Estados Unidos  | 1904      | 1   | 0     | 1      | 2     |
| 23 | Miloslav Mečíř        | República Checa | 1988      | 1   | 0     | 1      | 2     |
| 23 | Jack Sock             | Estados Unidos  | 2016      | 1   | 0     | 1      | 2     |
| 23 | Novak Djokovic        | Serbia          | 2008-2024 | 1   | 0     | 1      | 2     |
| 27 | Gunnar Setterwall     | Suecia          | 1908–1912 | 0   | 2     | 2      | 4     |
| 28 | Harold Mahony         | Reino Unido     | 1900      | 0   | 2     | 1      | 3     |

### Femenino
|    | Tenista                 | País            | Años      | Oro | Plata | Bronce | Total |
| -- | ----------------------- | --------------- | --------- | --- | ----- | ------ | ----- |
| 1  | Venus Williams          | Estados Unidos  | 2000–2016 | 4   | 1     | 0      | 5     |
| 2  | Serena Williams         | Estados Unidos  | 2000–2012 | 4   | 0     | 0      | 4     |
| 3  | Suzanne Lenglen         | Francia         | 1920      | 2   | 0     | 1      | 3     |
| 3  | Mary Joe Fernández      | Estados Unidos  | 1992–1996 | 2   | 0     | 1      | 3     |
| 5  | Charlotte Cooper        | Reino Unido     | 1900      | 2   | 0     | 0      | 2     |
| 5  | Edith Hannam            | Reino Unido     | 1912      | 2   | 0     | 0      | 2     |
| 5  | Hazel Wightman          | Estados Unidos  | 1924      | 2   | 0     | 0      | 2     |
| 5  | Helen Wills             | Estados Unidos  | 1924      | 2   | 0     | 0      | 2     |
| 5  | Gigi Fernández          | Estados Unidos  | 1992–1996 | 2   | 0     | 0      | 2     |
| 10 | Kathleen McKane         | Reino Unido     | 1920–1924 | 1   | 2     | 2      | 5     |
| 11 | Steffi Graf             | RFA · Alemania  | 1988–1992 | 1   | 1     | 1      | 3     |
| 12 | Dorothea Köring         | Alemania        | 1912      | 1   | 1     | 0      | 2     |
| 12 | Yelena Dementieva       | Rusia           | 2000–2008 | 1   | 1     | 0      | 2     |
| 12 | Yelena Vesniná          | Rusia           | 2016–2020 | 1   | 1     | 0      | 2     |
| 12 | Belinda Bencic          | Suiza           | 2020      | 1   | 1     | 0      | 2     |
| 16 | Marguerite Broquedis    | Francia         | 1912      | 1   | 0     | 1      | 2     |
| 16 | Zina Garrison           | Estados Unidos  | 1988      | 1   | 0     | 1      | 2     |
| 16 | Viktoria Azarenka       | Bielorrusia     | 2012      | 1   | 0     | 1      | 2     |
| 16 | Arantxa Sánchez Vicario | España          | 1992–1996 | 0   | 2     | 2      | 4     |
| 20 | Jana Novotná            | República Checa | 1988–1996 | 0   | 2     | 1      | 3     |
| 20 | Conchita Martínez       | España          | 1992–2004 | 0   | 2     | 1      | 3     |